# Peloribates longisetosus
Peloribates longisetosus är en kvalsterart som först beskrevs av Rainer Willmann 1930.  Peloribates longisetosus ingår i släktet Peloribates och familjen Haplozetidae. Inga underarter finns listade i Catalogue of Life.